# 300: Bitva u Thermopyl
300: Bitva u Thermopyl je americký fantasticko-historický film, který roce 2006 natočil režisér Zack Snyder. Snímek je adaptací komiksu 300 Franka Millera, autora Sin City, a stylizovaně popisuje bitvu u Thermopyl z roku 480 př. n. l., kdy se perská invazní armáda střetla s řeckými obránci vedenými spartským králem Leonidem.

## Děj
Příběh začíná popisem spartské kultury, v níž jsou mladí chlapci od útlého věku trénováni k boji a tvrdosti. Král Leonidas odmítne podřídit se perskému králi Xerxovi, který požaduje od řeckých států podrobení. Kvůli náboženským omezením a neochotě věštců schválit vojenskou výpravu odchází Leonidas do války pouze s osobní gardou 300 spartských hoplítů, kteří jej následují jako „osobní stráž“.
Leonidas a jeho muži se postaví obrovské perské armádě v úzkém horském průsmyku Thermopyly, kde díky terénu eliminují početní výhodu nepřítele. Během série krvavých střetnutí dokážou Spartané zabíjet tisíce perských vojáků a vzdorují několika vlnám útoků včetně elitních jednotek Nesmrtných.
Zrada ze strany místního pastýře Efialta, který perskému králi prozradí tajnou stezku kolem průsmyku, však umožní nepříteli obklíčit spartskou pozici. Leonidas propouští spojenecké řecké jednotky, aby se mohly stáhnout, zatímco on a jeho zbývající muži čelí nevyhnutelné smrti. V závěrečném boji Leonidas umírá, ale jeho oběť se stává symbolem hrdinství a inspirací pro sjednocení řeckých městských států.

## Přijetí
Od svého uvedení získal film devět různých filmových ocení a na 27 byl nominován. Recenzenty byly povětšinou kladně hodnoceny akční scény a jeho vizuální ztvárnění (někteří z nich v tomto ohledu nešetřili superlativy).
Film se ale nevyhnul ani kritice a kontroverzi – mezi jinými: nekorektní zobrazení jednotlivých protagonistů (zejména v Íránu pobouřil tím, jakým způsobem zobrazil Peršany) a historickou neautentičnost. Režisér se vyjádřil v tom smyslu, že zobrazení „Východu versus Západu“ bylo v produkčním studiu vysoce citlivým tématem a že to, co chtěl především na filmovém plátně zachytit, je odhodlanost čelit přesile pro národ a domovinu, a ochota položit za tyto hodnoty i život. Před premiérou v Berlíně se, nicméně, rozšířily názory, že film je nenápadně spojen s aktuálními událostmi současného světa (mj. válka proti terorismu) a jeho účelem je přenést hodnoty a zájmy zobrazené ve filmu do mysli mladých Američanů, bojujících v novodobých konfliktech. Nejpalčivější kritika film obviňuje z propagandy nebo dokonce „fašistického umění“.

## Pokračování
V roce 2008 odhalili producenti Mark Canton, Gianni Nunnari a Bernie Goldmann, že chystají sequel/prequel filmu. Na něm graficky spolupracuje Frank Miller a zájem projevil i Zack Snyder. Pokračování s názvem 300: Vzestup říše se dostalo do kin v roce 2014.
Film má i svou parodii, která byla natočena roku 2008 pod názvem Meet the Spartans, v češtině Tohle je Sparta!.

## Obsazení
| Gerard Butler      | Leónidás I.      |
| Lena Headeyová     | Gorgo            |
| David Wenham       | Aristodemus      |
| Dominic West       | Theron           |
| Michael Fassbender | Stelios          |
| Vincent Regan      | Artemis          |
| Rodrigo Santoro    | Xerxés I.        |
| Andrew Tiernan     | Ephialtes        |
| Andrew Pleavin     | Daxos            |
| Tom Wisdom         | Astinos          |
| Giovani Cimmino    | Pleistarchos     |
| Stephen McHattie   | Spartský politik |
| Peter Mensah       | Perský posel     |
| Kelly Craig        | dívka Orákula    |
| Tyler Neitzel      | mladý Leonidas   |
| Robert Maillet     | obří Nesmrtelný  |